# Józef Piotr Pac
Józef Piotr Pac herbu Gozdawa (ur. ok. 1736 roku – zm. w 1797 roku) – generał major wojsk litewskich od 1757 roku, generał adiutant buławy wielkiej litewskiej, członek Rady Najwyższej Rządowej Litewskiej i Deputacji Wojskowej Litwy, starosta wilejski.
W załączniku do depeszy z 2 października 1767 roku do prezydenta Kolegium Spraw Zagranicznych Imperium Rosyjskiego Nikity Panina, poseł rosyjski Nikołaj Repnin określił go jako posła właściwego dla realizacji rosyjskich planów na sejmie 1767 roku, poseł powiatu lidzkiego na sejm 1767 roku.  Był posłem lidzkim na sejm skonfederowany 1776 roku. Był przeciwnikiem obozu Familii. W lipcu 1794 wyjechał do Galicji, wrócił po upadku powstania. 
W 1792 odznaczony Orderem Orła Białego.